# پرچم جمهوری صربسکا
پرچم جمهوری صربسکا در ۲۸ فوریه ۱۹۹۲ پذیرفته شد.